# Assedio di Santa Maura (1684)
L'assedio di Santa Maura ebbe luogo il 21 luglio - 6 agosto 1684 tra la Repubblica di Venezia e l'Impero Ottomano. Tale evento fu la battaglia di apertura della sesta guerra ottomana-veneziana chiamata altresì Guerra di Morea.
Il Morosini il comandante in capo veneziano, Francesco Morosini, partì l'8 giugno 1684 da Venezia con una flotta di sei galeazze, 22 galee sottili e 26 galere con all'interno i fanti da mar, viveri e munizioni per assediare la Fortezza di Santa Maura sull'isola di Leucade (conosciuta anche come Santa Maura), che era sotto il dominio ottomano.  A tale flotta si unirono 7 galee dei cavalieri ospitalieri, 5 del pontefice e 4 del granduca di Toscana. L'attacco avvenne da mare con cannonegiamenti continui simultaneamente allo sbarco dei fanti da mar da terra. L'assedio durò fino al 6 agosto, quando il comandante Bekir Agha si arrese.
Finito l'assedio il Morosini continuò il suo progetto di riconquista della Morea e dei territori perduti della Serenissima in seguito alla guerra di candia. Successivamente a Santa Maura i veneziani cinsero d'assedio Corone, Argo e Nauplia.